# Johann Christian Klengel
Johann Christian Klengel (né le 5 avril 1751 à Kesselsdorf, mort le 19 décembre 1824 à Dresde) est un peintre et graveur saxon.

## Biographie
Klengel va à l'école de dessin de Dresde avec pour professeur Christian Wilhelm Ernst Dietrich. En 1790, il se rend en Italie. En 1802, il devient professeur à l'École supérieure des beaux-arts de Dresde. Un de ses élèves est Karl Gottfried Traugott Faber.

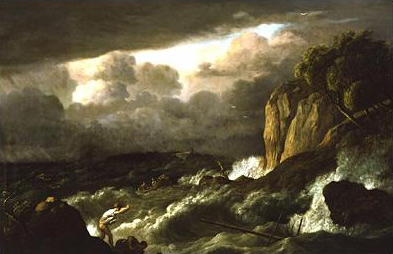
Naufrage, 1820.

Il peint des paysages idéaux et des compositions idylliques, principalement à la lumière du matin ou du soir. En 1812, il publia un recueil de douze feuilles in-folio destinées aux paysagistes, portant l'inscription Principes de dessins pour les paysages et, en 1824, un nombre similaire de pages, désormais connues sous le titre Études de paysages.
Il est le père du compositeur August Alexander Klengel.